# Старосельцы
Старосе́льцы (укр. Старосільці) — село на Украине, находится в Коростышевском районе Житомирской области.
Население по переписи 2001 года составляет 770 человек. Почтовый индекс — 12515. Телефонный код — 4130. Занимает площадь 3,905 км².

## Адрес местного совета
12515, Житомирская область, Коростышевский р-н, с.Старосельцы